# 维耶尔欧布瓦
维耶尔欧布瓦（法語：Wierre-au-Bois，法語發音：[wjɛʁ o bwa]）是法国上法蘭西大區加来海峡省的一个市镇，属于滨海布洛涅区。

## 地理
维耶尔欧布瓦（50°38'39"N, 1°45'44"E）面积3.83 平方千米，位于法国上法蘭西大區加来海峡省，该省份为法国北部沿海省份，西北濒北海，南至索姆省，东临北部省。
与维耶尔欧布瓦接壤的市镇（或旧市镇、城区）包括：维尔维涅、隆福塞、凯斯特雷克、萨梅。
维耶尔欧布瓦的时区为UTC+01:00、UTC+02:00（夏令时）。

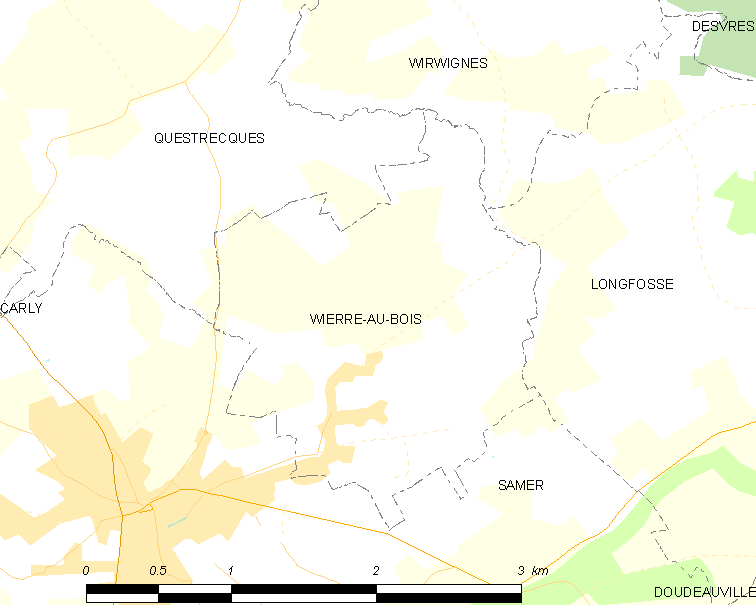
维耶尔欧布瓦的OSM定位图

## 行政
维耶尔欧布瓦的邮政编码为62830，INSEE市镇编码为62888。

## 政治
维耶尔欧布瓦所属的省级选区为代夫勒县。

## 人口

1962-2008年间维耶尔欧布瓦人口变化图示

维耶尔欧布瓦于2022年1月1日时的人口数量为228人。